# José Reynaert
José Reynaert (* 7. Dezember 1921; † 3. Februar 2024 in Brügge) war ein belgischer Fußballspieler.

## Sportlicher Werdegang
Vom Amateurklub SC Beernem, für den er als Teenager in der Wettkampfmannschaft debütiert hatte, kommend, gehörte Reynaert ab 1938 dem FC Brügge an. Dort debütierte er 1939 in der 1. Division. Nachdem der Zweite Weltkrieg zeitweise den Spielbetrieb hatte zum Erliegen kommen lassen, lief er noch bis 1947 für den zwischenzeitlich in die 2. Division ab- und später wieder aufgestiegenen Klub auf. Anschließend wechselte er aus beruflichen Gründen zum FC Eeklo, wo er später seine Karriere beendete. 1971 zog er zurück nach Beernem.
Bis zu seinem Tod im Alter von 102 Jahren war Reynaert der letzte noch lebende Spieler der 1. Division aus der Vorkriegszeit.